# Umedalen
Umedalen är ett bostadsområde inom stadsdelen Backen i västra Umeå. Det har sedan slutet av 1980-talet i omgångar byggts upp runt det numera nedlagda mentalsjukhuset Umedalens sjukhus. Området, som utgör den västligaste delen av Umeås stadsbebyggelse, avgränsas mot norr av Vännäsvägen (E12/Blå vägen), i väster av Prästsjön (se nedan), i söder av bostadsområdet Kungsänget och i öster av Västerhiske.
Sjukhusets gamla lokaler nyttjas numera bland annat för vårdcentral, förskola, Västangårds grundskola, Umedalens bibliotek, fritidsgård samt rep- och föreningslokaler. På Umedalen finns även IKSU Spa, Umeå Waldorfskola, Hannaskolan och Umeå Montessoriskola, samt Galleri Andersson/Sandström som driver Umedalens skulpturpark.
Stadsdelens idrottsförening Umedalens IF har sektioner för bland annat fotboll, friidrott och skidåkning.

## Förhistoria
På området närmast Prästsjön, som tidigare kallats Lappkläppen, finns dokumenterad närvaro av samiska vintervisten sedan 1500-talet, och intilliggande områden används vintertid ännu på 2000-talet som renbetesland av Rans sameby från Ammarnäs.

## Fler bilder från Umedalen

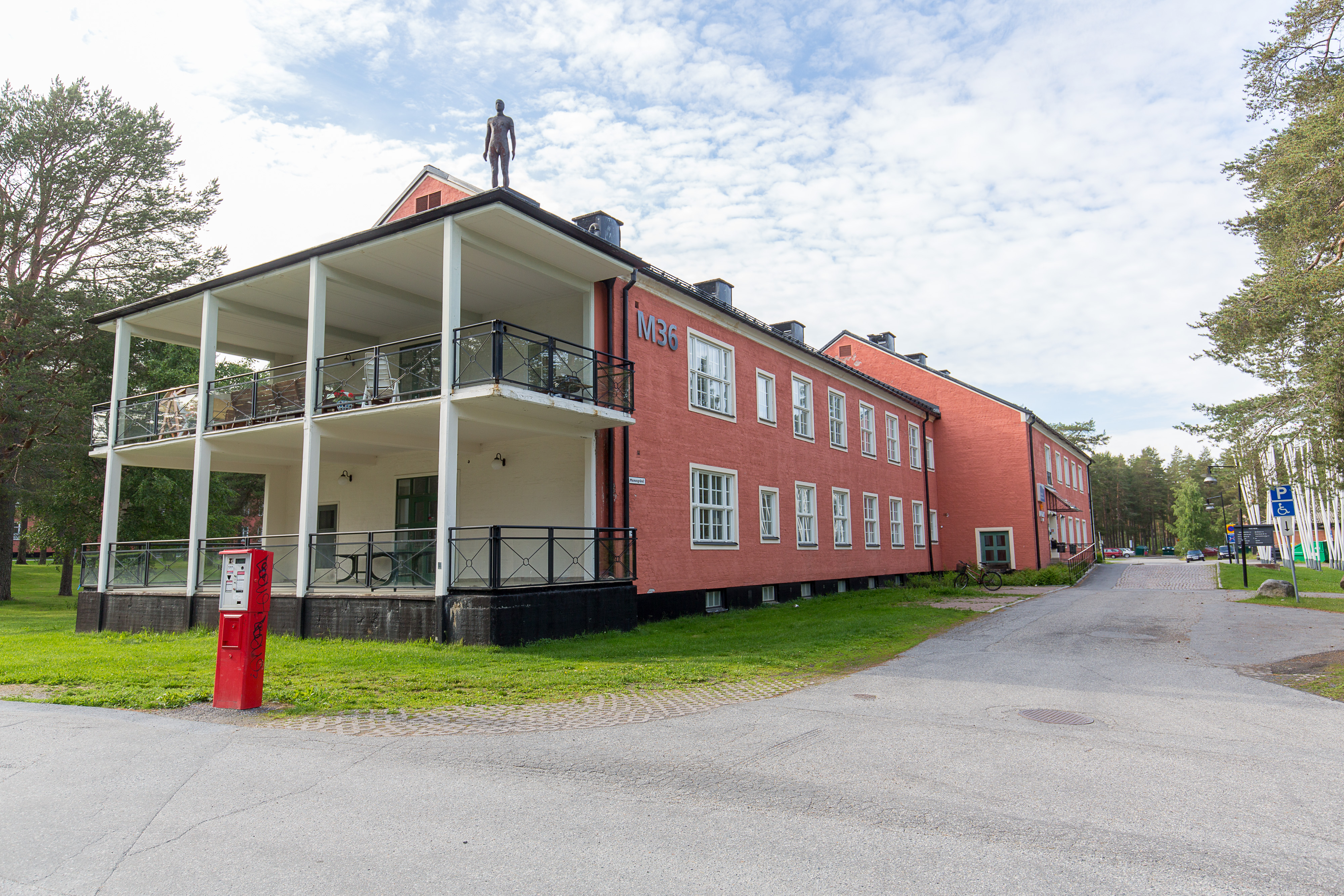
Umedalens sjukhus.
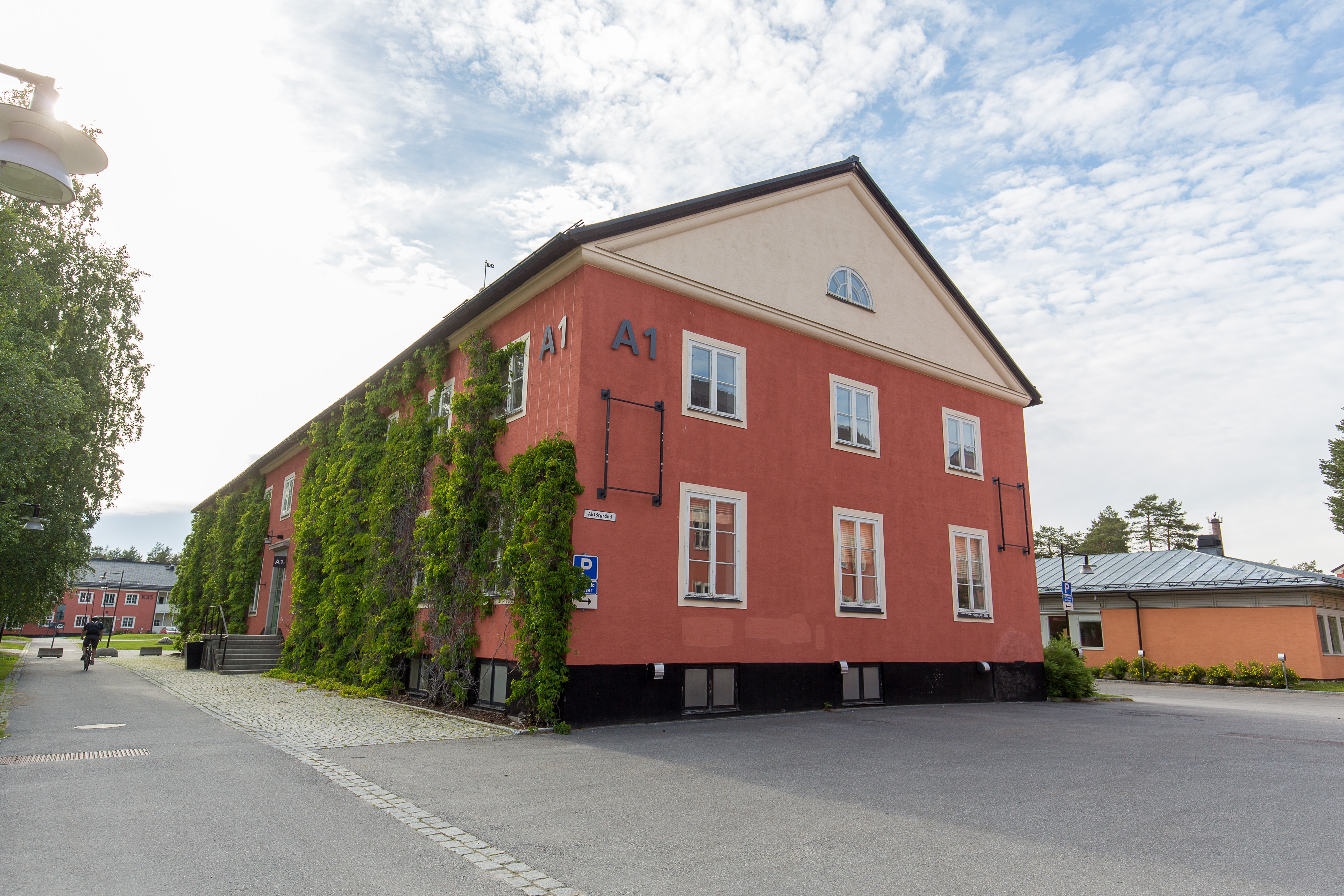
Umedalens sjukhus.
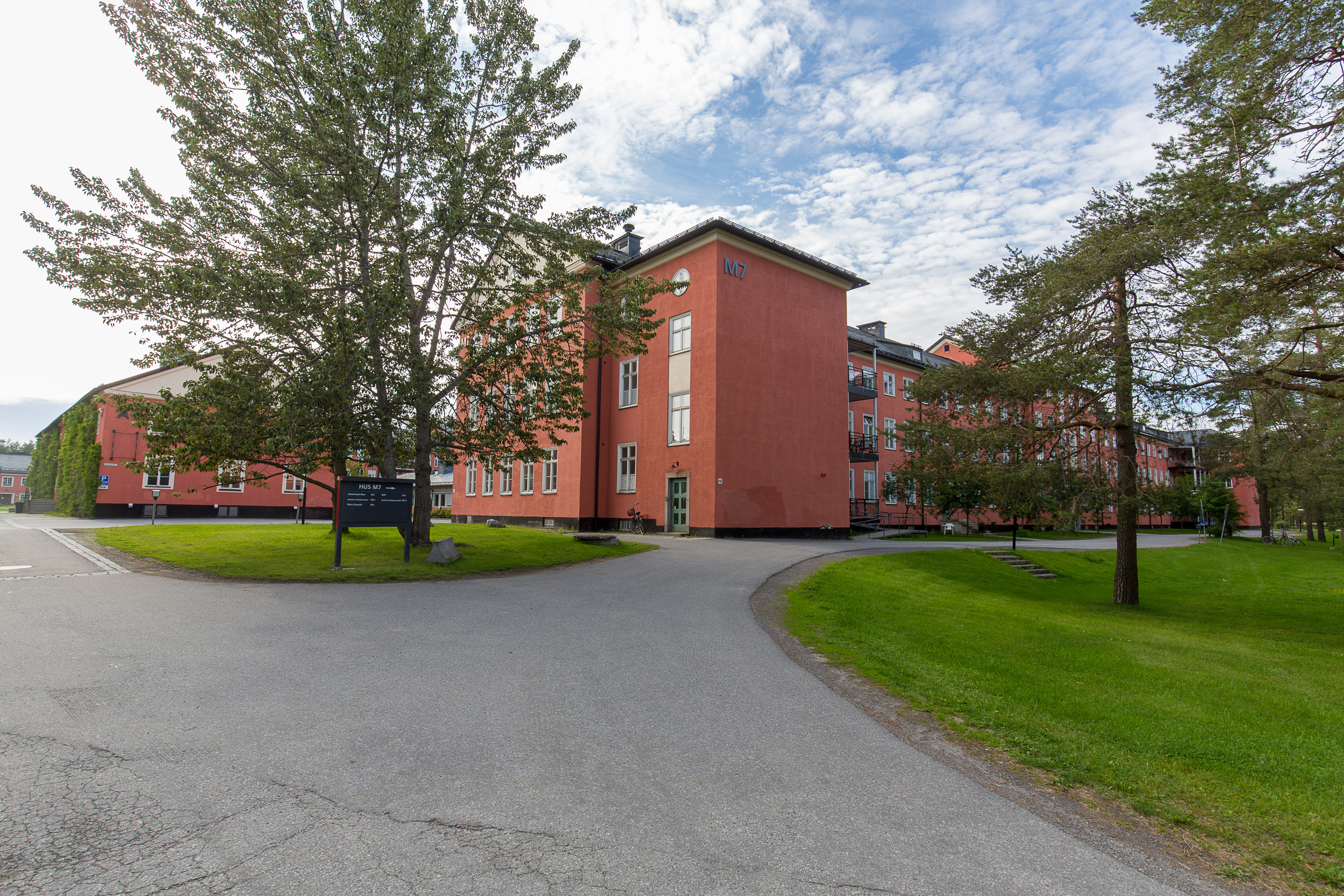
Umedalens sjukhus.
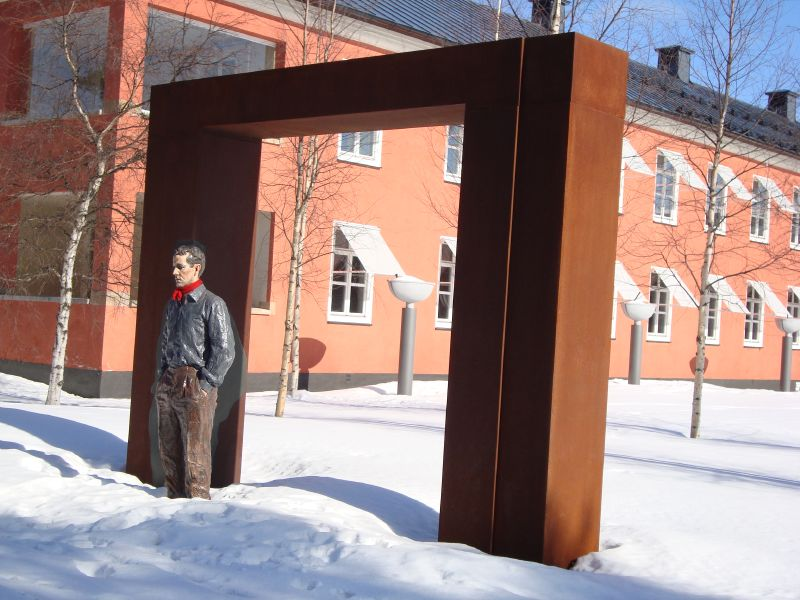
"Trajan's Shadow", Umedalens skulpturpark.
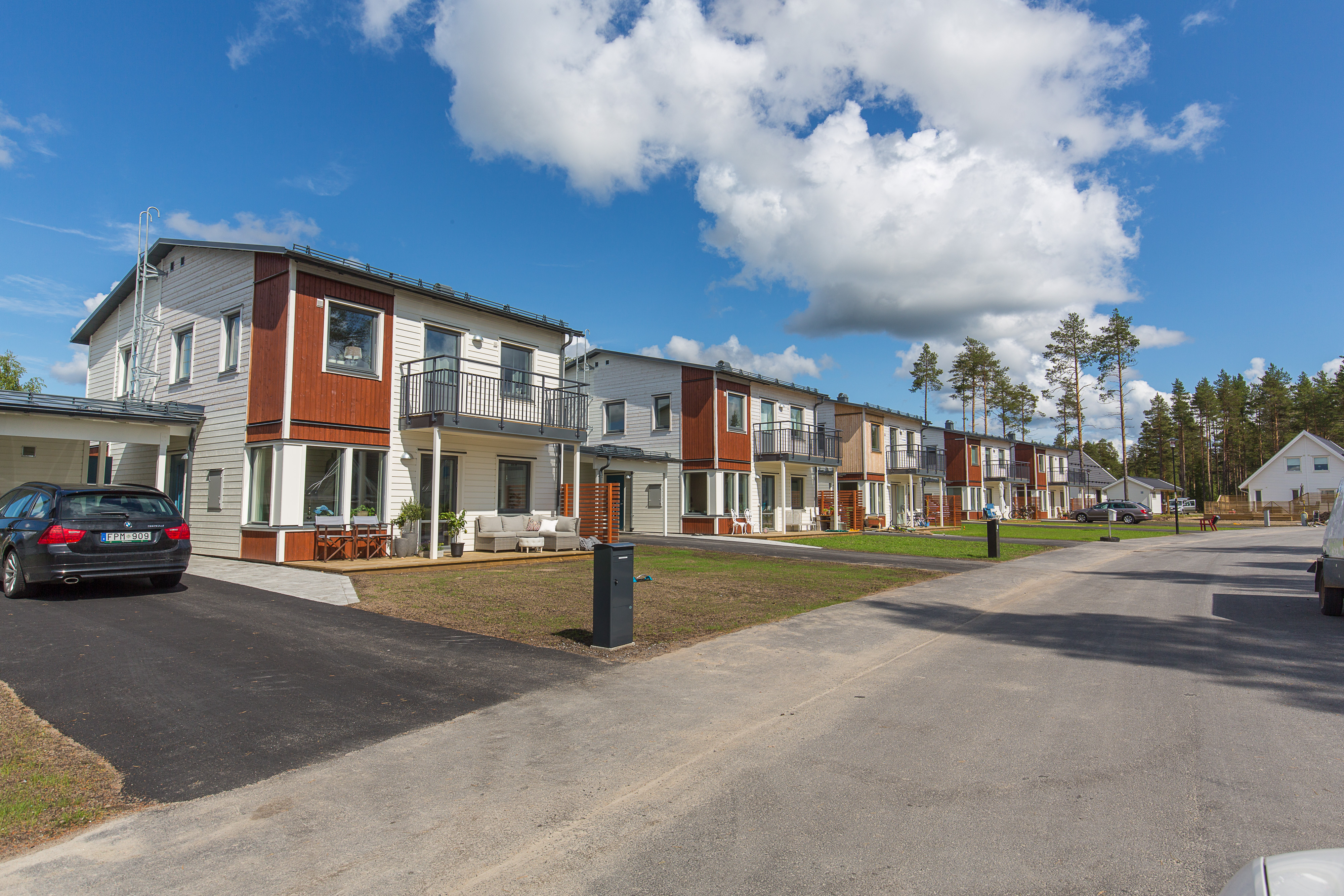
Kedjehus Umedalen.
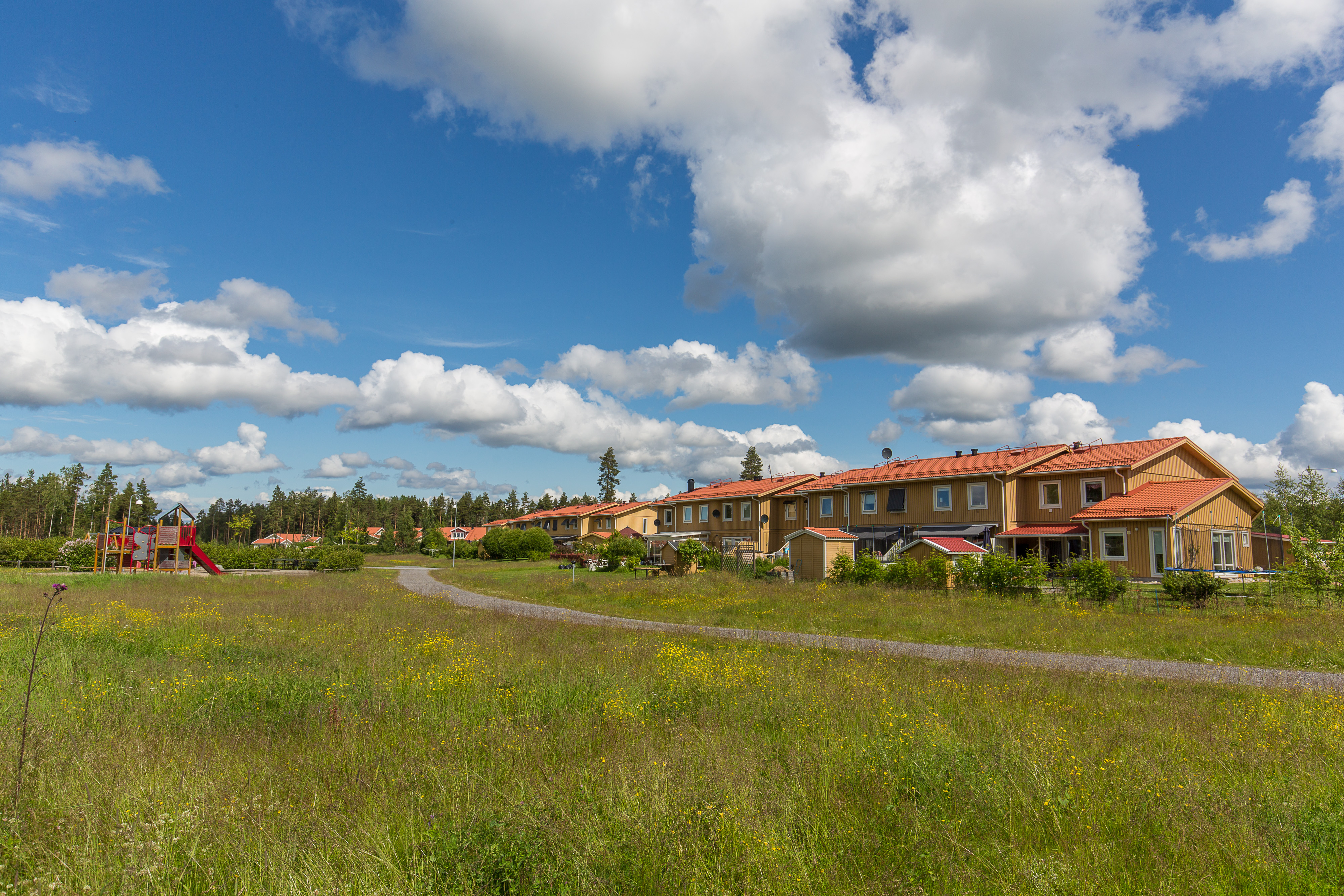
Radhus på Umedalen.